# Cucullia dellabrunai
Cucullia dellabrunai là một loài bướm đêm trong họ Noctuidae.